# Philip Herbert, 4:e earl av Pembroke
Philip Herbert, 4:e earl av Pembroke (och 1:e earl av Montgomerie), född 10 oktober 1584, död 23 januari 1650, var en walesisk adelsman, bror till William Herbert, 3:e earl av Pembroke, far till Philip Herbert, 5:e earl av Pembroke.
Pembroke var under Jakob I:s första regeringsår en av de tongivande hovgunstlingarna, blev 1605 earl av Montgomerie och skyddades av kungen i de många tvister, i vilka hans hetsiga lynne invecklade honom.
1630 ärvde Pembroke broderns earlvärdighet, slöt sig 1640 till parlamentspartiet och deltog under inbördeskriget upprepade gånger i parlamentets förhandlingar med kungen.
1649 blev han medlem av statsrådet och invaldes i underhuset, men utövade inte något inflytande där. Han tillbyggde och förskönade mycket familjeslottet Wilton.